# Непрекъсваемо захранване
| Свободно стандартно непрекъсваемо захранване. |
| Свободно стандартно непрекъсваемо захранване. |

Непрекъсваемото (токо)захранване (известно още като юпиес – UPS на английски: uninterruptible power supply) е устройство, осигуряващо захранване с електрически ток, в случай че има неизправност в електрическата мрежа, като например внезапно отпадане на напрежението поради авария. UPS-ите се различават от генераторите в готовност или от други захранващи системи по това, че съдържат акумулаторна батерия, която подава електроенергия незабавно при отпадане на захранването. По принцип непрекъсваемите захранвания могат да осигуряват мощност в продължение на 5 – 15 минути, докато се възстанови главният захранващ източник или докато бъдат безопасно изключени съоръженията, които се захранват. Според нуждите, UPS-ите се произвеждат с различна мощност. Те биват от устройства, които захранват отделен компютър без монитор (около 200 волтампера), до устройства, които могат да захранват цели хранилища за бази данни или сгради (няколко мегавата).